# Хал Сафлени (хипогей)
Хипогеят Хал Сафлени (на малтийски: Ħal Saflieni) е подземна свещена структура в Малта, издълбана и оформена в епохата на неолита, датирана във фазата Сафлен от 3300 – 3000 г. пр.н.е.
Намира се в градчето Паола на остров Малта. Често е обозначавана просто като Хипогей (на малтийски: Ipoġew), което буквално означава подземен – заемка от гръцки. Хипогеят е служел като светилище и некропол. На място са открити останките от скелети на над 7000 индивида, при някои от които са регистрирани изненадващи анатомични черти – наличие на долихокефализъм при някои от черепите положени в камерите на подземието. Обектът е добре документиран от археолози и е сред най-добре запазените образци на Малтийската неолитна култура, към която принадлежи и културата на строителите на мегалитните храмове на острова, сред които Хаджар Им, Скобра, Джгантия, Таршин, Тал Кади, Буджиба, Мджар и Мнайдра.
Хипогеят Хал Сафлени е включен в списъка на ЮНЕСКО за световно и културно наследство. Скално-изсечената архитектура на Хипогея е идентифицирана като архитектура в негатив, тя се разглежда като уникално умишлено архитектурно решение целящо да пресъздаде праисторически храмов комплекс, умишлено изваян с черти, отразяващи надземните мегалитни храмове на Малтийския архипелаг.

## Откриване
Хипогеят е открит от строителни работници, наети да ремонтират сградите, помещаващи се над съоръжението през 1899 г. Те използват помещенията на първото ниво на обекта, за да депозират там строителни отпадъци и пръст. През 1902 г., след като 3 години въпросните лица и собствениците на терена над съоръжението крили тайната за откритието поради страх от отчуждаване на имотите им, обектът става достояние на Малтийските музейни власти и археолозите. Собствениците на недвижимите имоти уведомяват с писмо Музейните власти за откритието. Според сър Аугустъс Бартоло малтийското наименование на Хипогея е Tal-Gherien (Пещерата – в превод от малтийски).
Предполага се, че от монашенския орден „Рицарите на Свети Йоан“ също са знаели за съществуването на обекта, защото по време на първите археологически проучвания на обекта на най-горното ниво е открита монета, която е била в обращение между 1741 г. и 1773 г. На място е открито и гюле за френско оръдие, което свидетелства, че в подземието е прониквал някой в периода на Френското управление на Малта (1798 – 1800 г.).
В брой на в-к Malta Mail от 11 октомври 1844 г. е публикувано кратко съобщение, че са открити древни катакомби в района на мегалитния храм Таршин. Входът им бил запечатан, а английският губернатор сър Патрик Стюард е информиран и се очаквало да посети обекта преди да се пристъпи към разкопки.

## Археологически проучвания
Първият археолог, който извършва проучване на обекта е йезуитският монах отец Мануел Магри. В началото на първото археологическо проучване през 1903 г., обектът е разчистен от всички материали натрупани в подземията. Не са открити никакви метални предмети или сечива. Находките са най-вече предмети изработени от еленови рога, кремъчни и други каменни сечива, алабастър, глина, статуетки, украшения от животински кости и раковини. Не са регистрирани белези за реалното човешко обитаване вътре в Хипогея. Гробните дарове и човешките останки разкрити по време на проучването ръководено от Магри, не са каталогизирани и описани. Много от откритите човешки кости, погребани в камерите на обекта, изчезват – най-вероятно са изхвърлени. Магри умира през 1907 г. в Сфакс, докато е на мисия в Тунис, а записките му относно първото археологическо проучване на обекта са изгубени.
Разкопките са продължени от сър Темистокъл Замит, (който е Директор на Малтийските музеи) през 1908 г., който се опитва да спаси каквото е останало от ценните артефакти и човешки кости. Първите му публикации от разкопките са публикувани през 1910 и 1911 г. Находките, намерени и проучени от Замит, са предадени на съхранение в Националния археологически музей във Валета, Малта. Хипогеят е отворен за публичен достъп за пръв път през 1908 г., когато разкопките на обекта все още не са завършени.
Последните археологически разкопки осъществени на обекта са през 1990 и 1993 г. от Антъни Пейс, Натаниел Кутахар и Рубен Грима. Хипогеят е затворен за посетители между 1991 г. и 2001 г., във връзка с археологическите проучвания и реставрацията на обекта. След повторното му отваряне до подземията се допускат само по 80 посетители на ден, поради нуждата от контрол върху влажността на въздуха и опазването на структурата и декорациите в помещенията.

### Находки
По време на първите археологически проучвания са разкрити много човешки кости и черепи, които са били покрити с червена пръст. Голяма част от тези находки изчезват. Запазени са шест черепа, които са от типа долихокефал – издължени в горната им част. При един от запазените черепи, за който се предполага, че принадлежи на възрастен индивид, изцяло липсва стреловиденият шев.
Въпросните черепи от типа долихокефал (удължен череп) са предмет на разгорещени научни спорове и откровени спекулации. Фактът, че въпросните находки са изтеглени от „Malta Heritage“ от публичен достъп през 1985 г. се тълкува от някои независими изследователи и журналисти като конспирация, целяща да прикрие едва ли не някакъв „извънземен произход“ или неизвестна „богочовешка раса“. За да разсее спекулативните твърдения и фантастичните жълти теории, „Malta Heritage“ обявяват, че въпросните находки ще бъдат експонирани отново през 2020 г.
По време на второто археологическо проучване ръководено от Замит е намерен и цял човешки скелет погребан в тъмно червена пръст (алувиална почва). Той е бил положен на дясната страна. Замит не споменава нищо за гробни дарове, които да се асоциират с това погребение.
Каменни бойни топки, подредени прецизно са намерени при входа на Хипогея. Такива артефакти са намерени и в някои от пгребенията в подземието. Интересна подробност е че някои от керамичните фрагменти от съдове и друга керамика съвпадат с парчета от такава намерена в пещери на остров Малта, където са извършвани също погребения през Неолита.

### Спящата дама
Малката керамична статуетка, изобразяваща фигура на лежаща дама, наречена Спящата дама (La Signora Addormentata), е намерена от отец Емануел Магри в една от ямите в Главната залата. Тя е с дължина от 12 cm и е датирана ок. 4000 до 2500 г. пр.н.е. По нея са запазени следи от червена охра и се смята, че представлява изображение на „Великата богиня майка“, въпреки че според някои тълкувания тя може да бъде еднакво символ на смъртта или на вечния сън.
Проф. Мария Гимбутас разглежда керамичната фигура като свидетелство за религиозното предназначение на Хипогея. Според Гимбутас оформените като утроби камери в този подземен храм, оцветени в червена охра, представляват регенеративната утроба на Богинята. Щедро закръглената дама с яйцевидни бедра, заспала на една страна и контекстът, в който е открита е разглеждано от Гимбутас като свидетелство за ритуал на инициация и инкубация – да заспиш в утробата на Богинята е символично прераждане. Проф. Гимбутас предполага, че статуетката е дар от някой, който успешно е преминал през такъв ритуал в Хипогея.
Двете статуетки открити в Хипогея, изобразяващи Спящата дама, се съхраняват в Националния археологически музей във Валета.

## Описание и особености
На върха на хълма, под който са изсечени подземията на Хипогея са документирани останки от мегалитен храм или некропол. In situ  са регистрирани основи на мегалитни градежи, където с големи каменни плочи и блокове е бил изграден некропол. Гробният инвентар е същият като при намерените в подземията на Хипогея. Входът към съоръжението също е бил белязан от мегалитен градеж, останки от който са видими и днес в близост до входа на посетителския център и консервиранто и експонирано съоръжение.
Хипогеят представлява своеобразен подземен лабиринт с разгърната площ от около 500 m², обхващащ три нива с неправилна форма, разположени едно над друго. В съоръжението са разграничени общо 33 основни помещения; от тях осем са на горното ниво, деветнадесет са на средното ниво и шест са най-долното, трето ниво. Някои помещения имат четири допълнителни камери, които се разклоняват в различни посоки, както и множество входове и изходи, които ги свързват в една по-широка мрежа, свързваща целия комплекс от помещения.
Някои от камерите са били обмазани изцяло с червена охра. Други са покрити с изображения на спирали, волуги, дискове, животински фигури, отпечатъци от длани и идеограми – повечето рисувани с червена охра и само някои от тях с черен пигмент от манганов диоксид.
Предполага се, че веригата от свързани помежду си камери и помещения е започнала да се оформя естествено преди милиони години, като кухини във варовиковата материкова скала, които през неолита са били разширени и дооформени от хората. Проф. Джордж Д. Еванс твърди, че съоръжението е изцяло дело на човешка ръка. Според него свидетелство за това са готовите дефекти на меката скала, които са ползвани за готови стени и тавани.
Общият архитектурен стил на издяланите в скалите форми, очевидно принадлежи към школата на културата на малтийските строители на мегалитни храмове. Свидетелство за принадлежността към тази неолитна култура е и откритата керамика на обекта от фазата „Зебуж“, датираща от 4000 г. пр.н.е.Zammit, T., 1935. 

## Структура
Хипогеят Хал Сафлени е изграден изцяло под земята. Структурата е разпределена на три нива, разположени едно над друго. Скално изсечените помещения (камери, зали и ниши) са свързани помежду си в сложна система от проходи, входове, стълби и линтели, която представлява своеобразен лабиринт.
Предполага се, че първоначално е изградено най-горното ниво, след което строителите са продължили да копаят твърдата коралова и глобигеринова варовикова скала и са изградили другите две нива. Някои от камерите носят характерния почерк на мегалитните храмове, разположени на Малтийския архипелаг.

### Първо ниво
Разположено едва на 10 m под повърхността и напомнящо на гробниците в Хемхия (намиращи се в близост до залива Свети Павел). Някои от помещенията са били естествени пещери, които по-късно са вторично обработени. На първото ниво са разположени и много камери, в които са разкрити погребения.

### Второ ниво
Това ниво е изградено малко по-късно от първото, като тук са моделирани колони напомнящи Циклопски градеж. На това ниво са оформени някои зали с по-специално предназначение:
- Главната зала – кръгла структура, изцяло издълбана в материковата скала. Тук са оформени няколко трилита, някои с декоративна функция, други маркиращи вход към съседни помещения. Повечето от стените в това помещение са били оцветени в червена охра. В главната зала е открита фигурката „Спящата дама“, за която се предполага, че изобразява Великата богиня майка.
- Залата на Оракула – това е грубо оформено правоъгълно помещение, представляващо една от най-малките странични камери. То има особеността да произвежда мощен акустичен резонанс от всяка вокализация, произведена вътре в него. В това помещение е запазена декорацията на тавана, състояща се от спирали от червена охра с кръгли петна и волути.
- Писаната зала – това помещение е ситуирано до залата на Оракула, то е с кръгли, коси оформени навътре гладки стени и богата декорация от геометрични модели на спирали. Върху дясната странична стена на входа е оформен петросоматоглиф на човешка ръка, издълбана в скалата.
- Светая Светих – предполага се, че това е централната структура на Хипогея. Тя е ориентирана към зимното слънцестоене, което е осветявало вътрешността ѝ от отвор на тавана, който в по-ново време е запечатан. По време на първите археологически разкопки в това помещение са открити човешки кости. Фокусната точка (маркер), през който слънчевите лъчи са прониквали в помещението е отвор в рамките на трилит – състоящ се от две големи вертикални плочи, които от своя страна са рамкирани в два по-големи трилита. Стъпаловидният таван се разглежда като възможен пример за покривна конструкция във вида му от епохата на неолита, когато мегалитните храмове на Малта са имали подобни, части от каквито никога не са били откривани.[21]

### Трето ниво
Най-дълбоко изсеченото ниво на Хипогея е открито съвършено празно. Предполага се, че то е служило за склад.

## Декорация
Някои от разкритите помещения са открити без каквато и да е декорация с добре загладени стени, но при други се наблюдава сложно изписана декорация от геометрични символи и изображения.
В т.нар. Светая Светих се наблюдава най-сложната орнаментика в декорацията на Хипогея.
При Прохода (описан като Помещение 17 от Замит) са регистрирани изрисувани дискове изобразени на 0,25 m от пода, разположени в групи по три.
В Стаята на Оракула са изобразени 3 големи диска с червена охра; целият таван е оцветен в червено и по него са изрисувани дискове, свързани със спирали. Непосредствено до нея се намира т.нар. „Писана стая“, тя също е боядисана в червено, като навсякъде по тавана са изрисувани разклонени ъглови спирали и волути.
Изображенията в Главната зала могат да се наблюдават в приглушена светлина, като по стените се наблюдават спираловидни шарки, преливащи едни в други. Залата също е била оцветена в червено.
Освен множеството изображения в червена охра в Хипогеума, са налични също изображения в пигмент от черен манганов диоксид. Едно от тях е с размери 1,15 x 0,95 m и представлява прародител на бизона, живял на територията на Европа в плейстоцена. Изображението се намира отляво на входа в Светая светих. Според някои изследователи (Антон Мифсуд) това изображение датира още от палеолита, но това предположение е спорно (Дейвид Тръмп).

## Археоакустичен анализ
През 2015 г. е поведено археоакустично проучване от проф. Паоло Дибертоли, д-р Фернандо Коимбра и Линда Еникс.
Проучени са акустичните свойства на Хипогеума. В „Залата на Оракула“научният екип открива наличието на силен резонансен ефект – регистриран е двоен резонанс с честота 70 и 114 Hz. Мъжки глас, настроен на тези честоти, може да пресъздаде акустично този резонансен ефект в целия Хипогей. По време на проучването е установено също, че ударни инструменти могат да пресъздадат същия резонансен ефект в подземието. Лабораторните изследвания са показали, че въпросните честоти имат силен ефект върху човешката мозъчна дейност.
Учените, провели археоакустичният анализ, предполагат че вероятно акустиката на камерите е използвана активно по време на ритуали, извършвани в помещенията на обекта, в които резонансът в камерите би подсилил мистично изживяване като изпадането в религиозен транс.

## Интерпретации
Проф.Мария Гимбутас разглежда Хипогея като фактически реалистично издълбан аналог на Малтийски надземен мегалитен храм. Според нея някои от камерите на подземието умишлено са издълбани в яйцевидна форма, като символ на регенерацията (прераждане) – те повтарят като форма по-ранните гробници издълбани в материковите скали на Малтийския архипелаг. Гимбутас разглежда Хипогея като илюстрация на комуналната природа на Староевропейския погребален ритуал – всички кости са смесени и положени в общи камери; погребенията не носят никакви белези на социална йерархия; гробният инвентар е помощно средство в процеса на прераждане. Както и при погребалните ритуали познати от Лепенски вир и Чаталхьоюк, според Гимбутас и там костите са преминали през процес на екскарнация преди да бъдат положени в подземията на Хипогея.
Според Гимбутас наличието на останки от животински скелети е свидетелство за сезонните жертвоприношения в ритуали посветени на Великата богиня-майка.

## Алтернативни теории
Находките и изображенията в Хипогеума са плод на не един научен спор. Съществуват няколко изследвания и публикации, които поставят редица въпроси и поставят под съмнение датирането на Хипогея в епохата на неолита.
Известният алтернативен изследовател Греъм Хенкок се опитва да докаже, че фактът че намерените човешки кости в Хипогея не са открити в анатомичен порядък, а са открити разбъркани в червена пръст в подземията му, е доказателство за Всемирния Потоп, който според него се е случил много преди епохата на неолита. Хенкок обаче или премълчава, или не е запознат с факта, че погребалните ритуали в неолита именно включват инхумация.
Антон и Саймън Мифсуд и Чарлз Савона Вентура изтъкват факта, че с черен манганов диоксид в подземията е изобразен бизон, който е обитавал Европа през плейстоцена, което според тях е сигурен репер, че поне част от съоръжението датира много по-рано от епохата на неолита. Според Мифсуд и Вентура рисунките осъществени с пигмент от магнезиев диоксид в залата Светая Светих датират от късния Палеолит, когато изобразената на стената порода бизон е обитавал Европа. Подобни изображения са доминиращи в по-ранните форми на пещерното изкуство, а изследователите изтъкват че двуизмерните черти на изображението и липсата на перспектива и оцветяване на силуета са нещо характерно за т.нар. пред-Магдалински период на късния Палеолит.

## Спекулации и сензации
Под земята на остров Малта съществуват много места, където са налични катакомби и пещери, които са били обработвани от човешка ръка. Преди години достъпът до много от тези подземни структури е бил свободен. През 1940-те години се появява съобщение в сп. National Geographic, че в Хипогея се е случила трагедия – цяла група ученици били изгубени в лабиринта от подземия. Според съобщението, писъците на децата се чували поне няколко седмици. Никой официален малтийски източник не потвърждава, но и не отхвърля това твърдение. Според кураторката Катя Страуд, малтийските власти през 1940-те години са имали желанието да „сплашат“ всички, които са били „приключенски настроени“, особено децата, като по този начин предотвратят евентуални инциденти, които могат да се случат в подземията на острова. В помещенията на Хипогея не е било регистрирано пропадане на земна маса до този момент.
През 1980-те и 1990-те години зачестяват сензационните съобщения в международната преса, че в Хипогея са били погребани „извънземни“ и „жреци от гущероподобна раса“. Тези твърдения се базират на факта, че в Хипогея са открити удължени човешки черепи, които са рядко срещани, но не са уникално изключение. Наличието им отдавна е обект на изследване сред антрополозите.
Дълго време броят на човешките скелети, открити по време на първите археологически проучвания, също е обект на спекулации – източници твърдят, че броят е 30 000, но верният брой скелети е 7000. Изчислението е извършено от сър Темистокъл Замит.

## Музей
Музеят „Хипогей Хал Сафлени“ е отворен за посещение всеки седмичен ден (с изключение на понеделник) от 9:00 до 20:00 часа. Достъпът до съоръжението е строго контролиран. Не се позволява фото- и видеозаснемане – забрана, за която Malta Heritage e многократно критикувана.
Препоръчително е лицата, които желаят да посетят музея и обекта да закупят билети онлайн няколко месеца преди визитата.
Хипогеят е затворен за публичен достъп септември 2016 г., за да бъде осъществена реставрация и консервация на помещенията на стойност от 1,1 милион евро – средства, предоставени от правителствата на Исландия, Норвегия и Лихтенщайн.
Реновираният обект е открит официално на 28 април 2017 г. от министъра на културата на Малта Оуен Боничи. В Хипогея е монтирана нова климатична система за контрол на влажността на въздуха. Музеят е отворен за публичен достъп на 15 май 2017 г.